# 羅日奇納 (奧拉季夫區)
49°11′11″N 29°36′52″E / 49.18639°N 29.61444°E
羅日奇納（烏克蘭語：Рожична），是烏克蘭的村落，位於該國西南部文尼察州，由文尼察區負責管轄，始建於1640年，面積1.79平方公里，海拔高度220米，2001年人口408，人口密度每平方公里227.93人。